# Schaan
Schaan és la ciutat més poblada del principat de Liechtenstein, amb 5.998 habitants el 2019. Es troba al nord de la capital del principat, Vaduz.